# Alric
Pour les articles homonymes, voir Alric (homonymie).
Alric ou Ealric est un possible roi de Kent du VIIIe siècle.

## Biographie
D'après l'Histoire ecclésiastique du peuple anglais de Bède le Vénérable, Alric est l'un des trois fils et héritiers du roi Wihtred, aux côtés de ses deux frères Eadberht et Æthelberht. Il s'agit de la dernière mention du royaume du Kent dans le texte de Bède. Les trois princes pourraient être montés sur le trône ensemble à la mort de leur père, en 725, mais contrairement à Eadberht et Æthelberht, Alric n'est mentionné dans aucune autre source,. Il est donc possible qu'il n'ait en réalité jamais régné. La division traditionnelle du Kent entre un royaume occidental, autour de Rochester, et un royaume oriental, autour de Canterbury, constitue un argument en faveur d'un héritage partagé uniquement entre Eadberht et Æthelberht.
En voulant clarifier les choses, le chroniqueur du XIIe siècle Guillaume de Malmesbury fait se succéder les trois frères. Il situe le règne d'Alric après ceux d'Eadberht et d'Æthelberht, de 762 à 796.